# Sobralia chrysostoma
Sobralia chrysostoma es una especie de orquídea epífita, originaria de Centroamérica.

## Descripción
Es una orquídea de tamaño pequeño a grande, que prefiere el clima cálido. Tiene hábitos epífitas   con tallos erectos con vainas verrugosas que llevan hojas ovado-lancoeladas, acuminadas. Florece a finales del invierno hasta principios del verano en una inflorescencia terminal, corta, de flores que miden 12,5 cm de longitud.

## Distribución y hábitat
Se distribuye por Costa Rica en elevaciones de 20 a 850 metros.  

## Galería

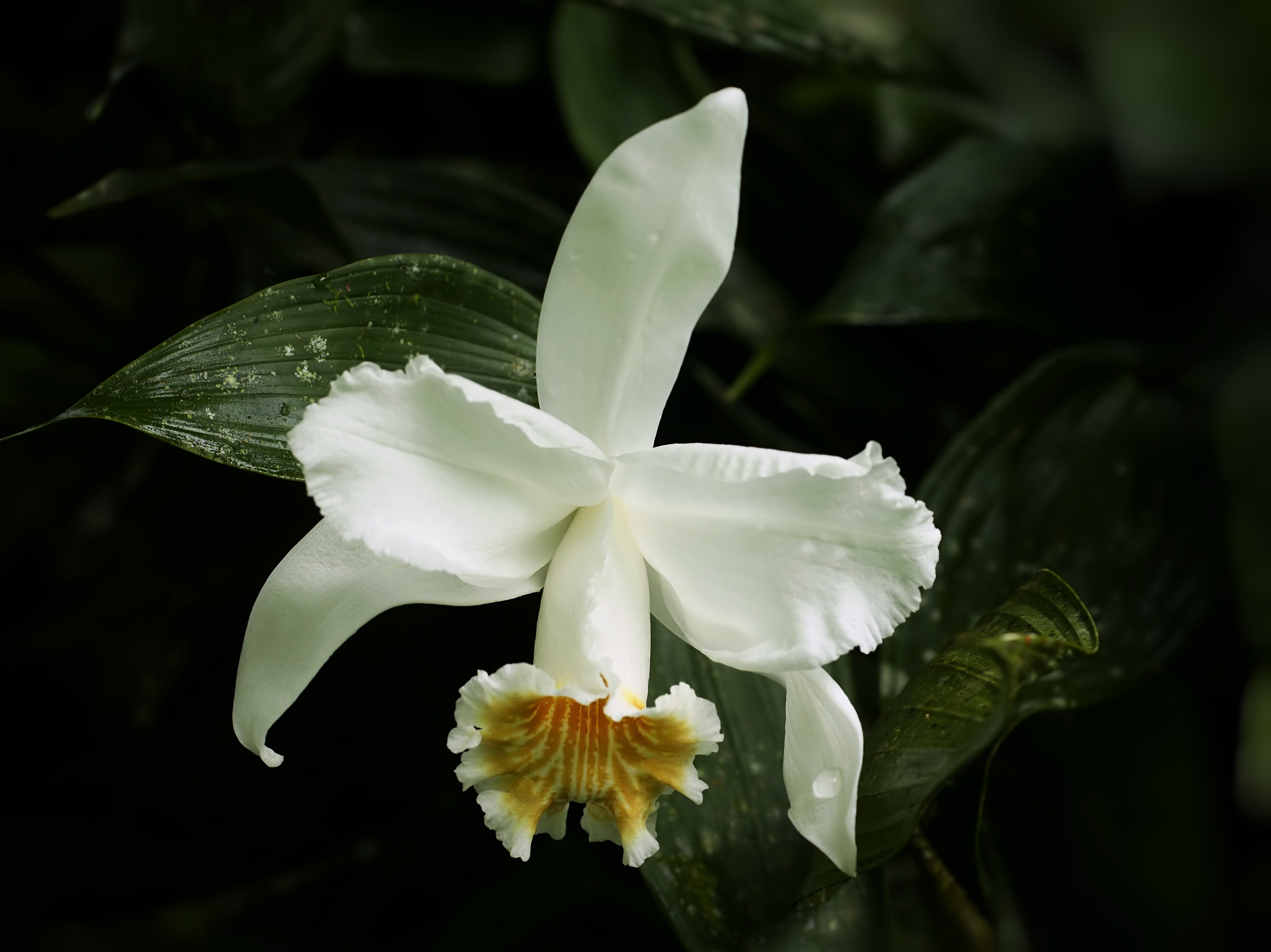
Sobralia chrysostoma flor Costa Rica
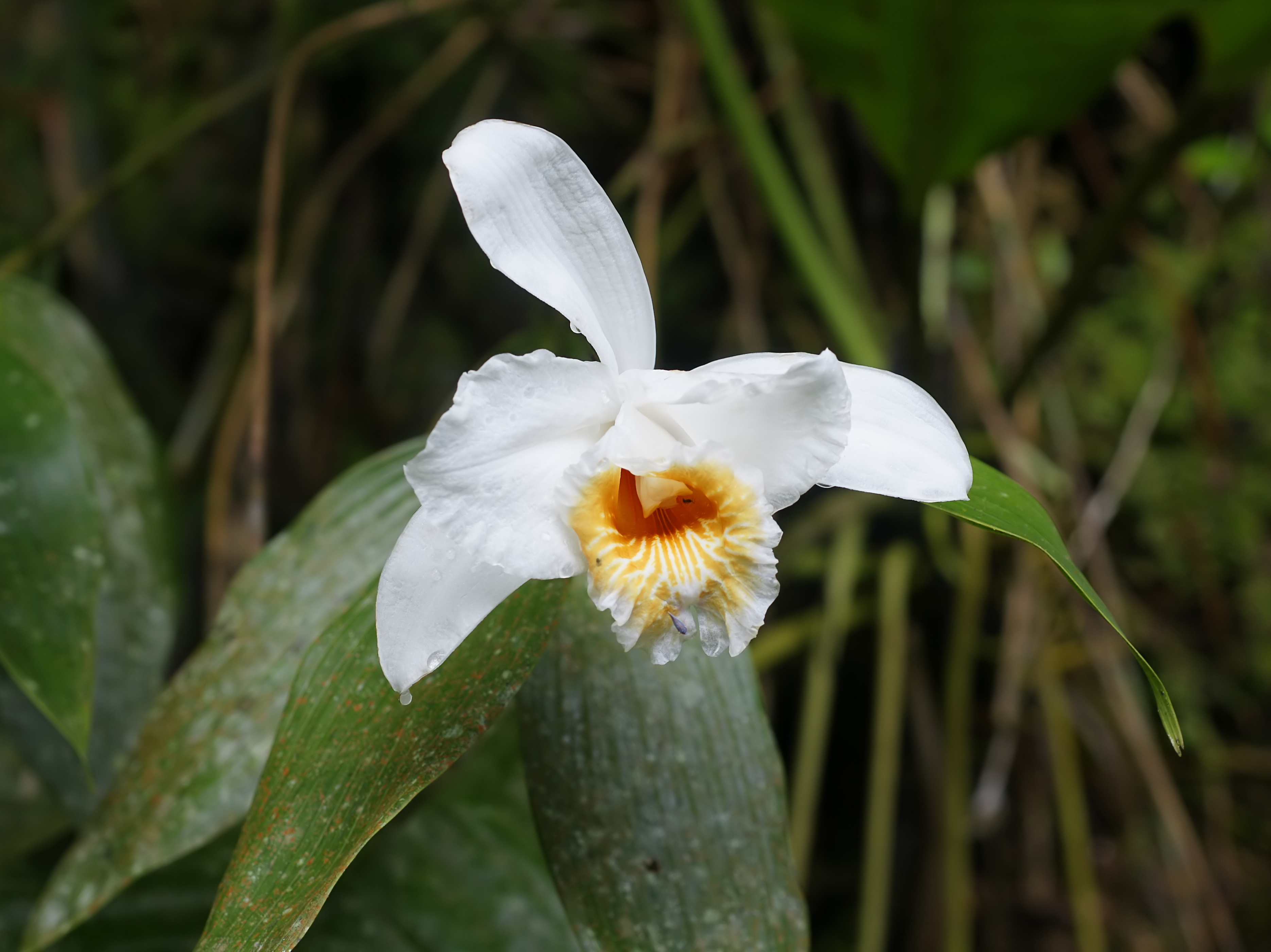
Sobralia chrysostoma flor Costa Rica
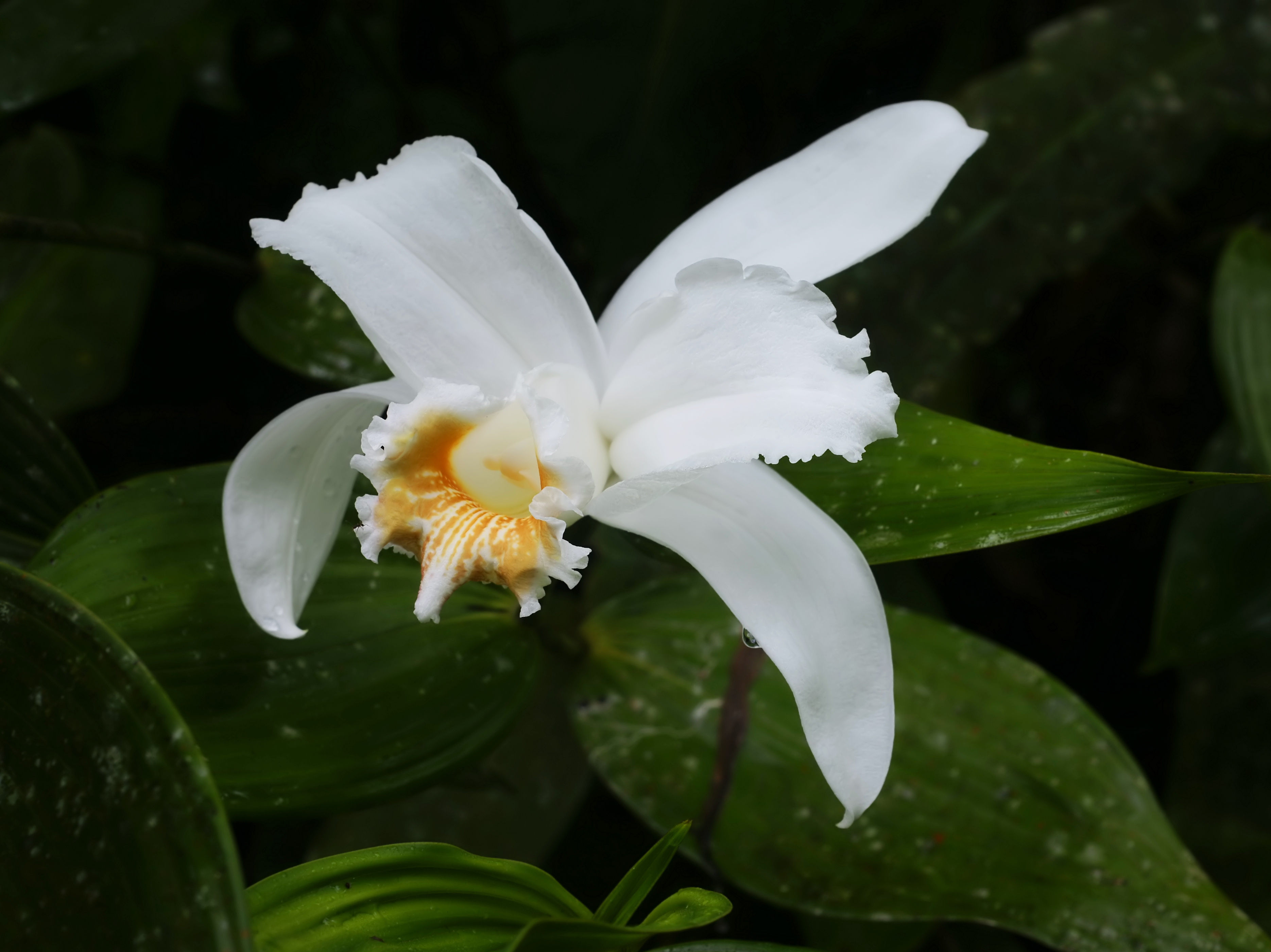
Sobralia chrysostoma flor Costa Rica